# Анна Ґренвіль Гетчер
Анна Ґренвіль Гетчер (1905—1978) — американська мовознавиця. Розпочала свою кар'єру як романська лінгвістка, пізніше зайнялася дослідженнями середньовічної літератури, а також перейшла з пізньої латини та старофранцузької мови на дослідження провансальської, іспанської, італійської, англійської та німецької мов. Вона була першою жінкою, яка займала посаду повного професора Університету Джона Гопкінса.

## Біографія
Народилася в Балтиморі, штат Меріленд, її батьками були Анна Денсон Гетчер і Елдрідж Бервелл Гетчер. Гетчер отримала ступінь бакалавра в коледжі Блу-Маунтін в 1925 році та ступінь магістра в Університеті Вірджинії в 1927 році. У Балтиморському університеті була ученицею Лео Шпітцера. У 1934 році вона отримала ступінь доктора філософії з романських мов в Університеті Джона Гопкінса. Чотири роки працювала академічним деканом у коледжі Гаркум, перш ніж приєднатися до факультету Джонса Гопкінса в 1939 році.
Три книги Гетчер були присвячені питанням мовознавства, тоді як її журнальні статті охоплюють два напрямки: один у лінгвістиці, а інший у історії середньовічної літератури, стилістиці та критиці. 1962 року доробок Гатчер вшанували Ян Фірбас (див. його «Нотатки про функцію речення в акті спілкування: маргіналія щодо двох важливих досліджень синтаксису Анни Ґренвіль Гетчер»), а також Карен Герман («Ретроспективна критика „Зворотні дієслова“ Анни Ґренвіль Гетчер: латинська, старофранцузька, сучасна французька (1942)»).

## Нагороди та відзнаки
Гетчер була відзначена стипендією Ґуґґенгайма в 1953 році. У 1956 році вона стала першою жінкою, яка обійняла посаду повного професора Університету Джона Гопкінса. Гетчер також була першою жінкою, яка отримала звання заслуженого професора (французька, італійська, іспанська та португальська) Університету Індіани.

## Вибрані праці
- Hatcher. A.G. An introduction to the analysis of English noun compounds. Word, 1960
- Hatcher, A.G. Theme and Underlying Question. Two studies of Spanish word-order, Word. New York 1956
- Hatcher, A.G. Modern English Word-Formation and Neo-Latin. A Study of the Origins of English (French, Italian, German) copulative compounds, Baltimore 1951
- Hatcher, A.G. The use of the progressive form in English: A new approach. Language, 1951
- Hatcher, A.G. Reflexive verbs: Latin, Old French, Modern French, Johns Hopkins Press. Baltimore, Johns Hopkins Press, 1942